# ВостНИИ
Научный центр ВостНИИ по промышленной и экологической безопасности в горной отрасли (АО «НЦ ВостНИИ») —научное учреждение в г. Кемерово.

## История
Образован 25 октября 1946 года решением Правительства СССР на базе филиала МакНИИ, как Государственный Восточный научно-исследовательский институт по безопасности работ в горной промышленности.
Инициатива создания ВостНИИ принадлежит академику А. А. Скочинскому.
Образование в Кузбассе самостоятельного института такого профиля было вызвано необходимостью усиления научно-методической помощи существующим и строящимся угледобывающим предприятиям Сибири и Дальнего Востока, которые резко увеличивали объёмы производства в целях восстановления народного хозяйства страны, разрушенного в ходе Великой Отечественной войны.
Первоначально ВостНИИ располагался в г. Ленинск-Кузнецкий, затем — в г. Новосибирске. В 1958 году переведён в областной центр Кузбасса — г. Кемерово.
На институт возлагалось научно-методическое руководство решением проблем безопасности работ в горной промышленности восточных и северных регионов СССР, включая Кузбасс, Казахскую ССР, республики Средней Азии, Дальний Восток, о. Сахалин и Коми АССР.
В 1947 году ВостНИИ был подчинён Техническому управлению по эксплуатации Министерства угольной промышленности восточных районов СССР.
В 1965 году — переподчинён напрямую Министерству угольной промышленности СССР.
В 1967 году в составе института организован опытно-экспериментальный завод в г. Кемерово (ныне - ОАО «Кемеровский экспериментальный завод средств безопасности»), который является основным российским производителем продукции, обеспечивающей безопасность добычных и горноспасательных работ на предприятиях горной промышленности:
- пожаротушащая техника;
- средства предупреждения самовозгорания угля, выбросоопасности, определения свойств угля;
- электрозащита, электроприборы во взрывобезопасном исполнении;
- средства пылеподавления;
- горноспасательное оборудование;
- воздухо-нагревательных установок (ВНУ).

Учёными ВостНИИ велись научные исследования в различных областях, целенаправленно для условий Кузбасса. В частности, был внесён большой вклад в обеспечение эффективного управления аэрогидродинамикой газообильных шахт Кузбасса с интенсивной отработкой запасов угля. в то же время ВостНИИ значительно продвинулся в вопросах разработки систем дегазации угольных пластов, профилактики эндогенных пожаров (самовозгорания угля), предупреждения внезапных выбросов угля, породы и газа, а также опасных прорывов глины.
В разные годы ВостНИИ возглавляли видные учёные и крупные специалисты угольной промышленности: 
- К. Ю. Каминский;
- А. И. Табаков;
- Н. И. Линденау;
- В. С. Евсеев;
- В. М. Абрамов;
- В. И. Мурашёв.

В 1980-х годах численность сотрудников института, включая филиалы, достигала 1000 человек.
В начале 1990-х годов ВостНИИ располагал четырьмя филиалами в городах Воркута, Ростов-на-Дону, Караганда и в Приморье.
В 1996 году Государственный Восточный научно-исследовательский институт был преобразован в ФГУП Научный центр по безопасности работ в горной промышленности — НЦ «ВостНИИ».
В 2007 году — в ОАО «Научный центр ВостНИИ по безопасности работ в горной промышленности» со 100% государственной собственностью.
В г. Шахты Ростовской области действует филиал ВостНИИ.
По состоянию на 1 января 2022 года общая численность сотрудников составляет 204 человек, в том числе 12 докторов 16 кандидатов технических наук.
В частности, в последние годы учёными ВостНИИ были разработаны и внедрены на предприятиях угольной промышленности России:
- способ прогноза внезапных выбросов угля и газа при проведении подготовительных выработок и при очистной выемке угля с использованием электроразведочных станций СЭР-1 и шахтной сейсмической станции ШСС-1 «Дружба»;
- технологическая схема тушения эндогенных пожаров, основанная на принципе интенсификации дезактивизации потерь угля;
- технические требования к эмульсионным патронированным предохранительным ВВ нового поколения.

За время существования института его сотрудники стали авторами более 400 авторских свидетельств и патентов на изобретения.

## Структура
В структуре ВостНИИ имеются:
Научные подразделения - 14 специализированных научных лабораторий и отделов:
- вентиляции и дегазации угольных шахт;
- борьбы с газодинамическими проявлениями;
- профилактики эндогенных пожаров;
- борьбы с пылью и пылевзрывозащиты;
- проектирования горных производств;
- безопасности взрывных работ;
- безопасности продукции горного машиностроения и неразрушающего контроля;
- горной геомеханики;
- безопасности взрывозащищенного электрооборудования;
- обеспечения экологической безопасности и экологического проектирования;
- открытых горных работ
- организации управления охраной труда и промышленной безопасностью;
- инжиниринговой центр

Экспертно-технические подразделения:
Экспертная организация.
3 органа по сертификации:
- продукции горного машиностроения;
- взрывозащищенного и рудничного электрооборудования;
- взрывчатых веществ, материалов и изделий на их основе.

3 испытательных центра:
- взрывозащищенного и рудничного электрооборудования, изделий и материалов;
- взрывчатых веществ, материалов и изделий на их основе;
- канатно-испытательный центр.

3 испытательные лаборатории:
- продукции горного машиностроения;
- борьбы с пылью и пылевзрывозащиты;
- неразрушающего контроля.

## Направления деятельности
ВостНИИ осуществляет научно-методическое сопровождение предприятий горной отрасли по следующим направлениям:
- вентиляция, дегазация угольных шахт;
- профилактика эндогенной пожароопасности;
- газодинамические явления и выбросоопасность угольных пластов;
- борьба с пылью и пылевзрывозащита угольных шахт;
- безопасность взрывных работ;
- организация управления охраной труда и промышленной безопасностью;
- оценка эффективности мероприятий по охране труда и промышленной безопасности;
- оценка специальных условий труда;
- госконтрольные испытания взрывчатых веществ, материалов и средств взрывания;
- обеспечение безопасности продукции горного машиностроения;
- обеспечение безопасности взрывозащищенного и рудничного электрооборудования, изделий и материалов;
- безопасность систем электроснабжения горных машин и аэрогазового контроля;
- проектирование горных производств открытой и подземной добычи угля;
- проектирование и оценка автоматизированные системы управления промышленной безопасностью и технологических процессов;
- геомеханика горных массивов;
- проведение анализа уровня состояния безопасности горного производства;
- обеспечение экологической безопасности на промышленных предприятиях;
- оценка воздействия на окружающую среду проектируемых и действующих предприятий.

ВостНИИ ведёт обширную экспертную, сертификационную и контрольно-испытательную деятельность в области промышленной безопасности для угольных и горнорудных предприятий и организаций.